# Adamsdown
Adamsdown est un quartier de la ville de Cardiff, au pays de Galles, disposant du statut de communauté.

## Géographie
Adamsdown se situe dans le centre de l'agglomération de Cardiff. La communauté est délimitée par la rue de Newport Road (en) au nord et par la voie ferrée de la South Wales Main Line au sud.
Le quartier, majoritairement résidentiel, abrite notamment la prison de Cardiff (en), l'hôpital du Cardiff Royal Infirmary (en) et un campus de l'université des Galles du Sud (en).

## Démographie
Au recensement de 2011, la communauté d'Adamsdown comptait 10 371 habitants.